# Паульсен, Карл Христофор
Карл Христофор Паульсен (1747, Санкт-Петербург — 1780, Санкт-Петербург) — российский архитектор немецкого происхождения, работавший в Санкт-Петербурге, младший брат архитектора Готлиба Христиана Паульсена.

## Биография
Карл родился в семье штаб-лекаря лейб-гвардии Конного полка, придворного хирурга Христиана Паульсена. Также, как и его брат учился архитектуре у Юрия Фельтена, главного архитектора Канцелярии от строений, который был женат на его сестре Анне. Став коллежским асессором Карл Паульсен в 1785—1790 годах владел деревянным домом на углу Среднего проспекта и 10-й линии Васильевского острова и каменным домом на Театральной площади, 10. Карл был женат на Юлиане Балле — сестре адмирала И. П. Балле, в августе 1774 года у них родился сын Георг.

## Работы
Карл служил в Коллегии экономии, которая, в частности, ведала крепостями на территории страны. В 1775 году занимался ремонтом крепостных церквей в Выборге, Кексгольме, Нейшлоте, Фридрихсгаме и др. В 1771 году перед полной перестройкой свидетельствовал Воскресенский собор в Вологде.